# Catedral de San Nicolás (Sassari)
La catedral de San Nicolás, también llamada Duomo, es un templo católico situado en Sassari, Cerdeña (Italia), situada en la plaza del Duomo, en el casco histórico. El templo es la sede de la cátedra del arzobispado de Sassari y está consagrada a Nicolás de Bari. Es también una iglesia parroquial de la ciudad.

## Historia
La existencia de una iglesia dedicada a San Nicolás en Sassari está atestiguada desde el siglo XII, construida sobre un edificio anterior paleocristiano, cuyos restos son visibles actualmente bajo el ábside. Se reconstruyó en el siglo XIII en estilo románico pisano.
La iglesia fue la única parroquia de Sassari hasta 1278, al ser establecidas otras parroquias en la ciudad. Entre 1435 y 1518 se acometió una renovación en estilo gótico tras el traslado de la cátedra de Porto Torres a Sassari en el año 1441, cuando fue elevada al rango de Catedral.
Entre los siglos XVII y XVIII se edificó la fachada actual en estilo barroco.

## Descripción

### Exterior

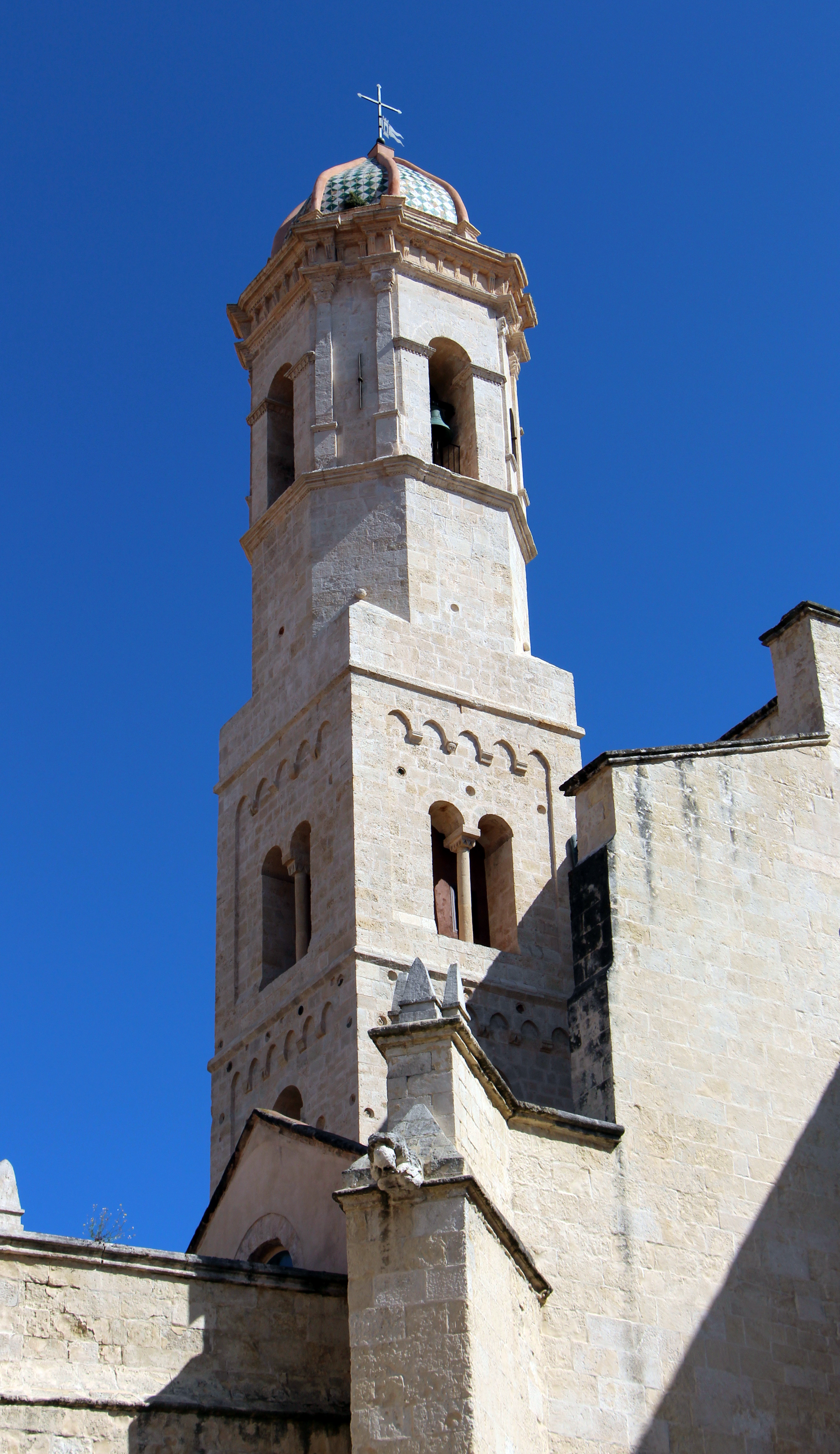
Campanario

La catedral posee un alto campanario en el lado izquierdo, cuya base de forma cuadrada, decorada con arcos colgantes, es uno de los pocos vestigios de la antigua iglesia románica. Por encima, se eleva una torre octogonal con una cúpula añadida en el siglo XVIII.
Desde exterior se observa que el crucero se encuentra cubierto por una cúpula semihemisférica. La seo está rodeada de gárgolas, algunas pertenecen a la reconstrucción gótica. 
Destaca la fachada principal del templo, de estilo barroco, muy decorada. Se divide en tres niveles: el primero es un pórtico con tres arcos, el segundo con 3 nichos adornados que soportan las estatuas de los tres santos mártires de la ciudad, y en el tercero se abre la hornacina con la imagen de San Nicolás. Cierra la fachada el vértice del frontón curvo con una escultura del Padre Eterno.

### Interior

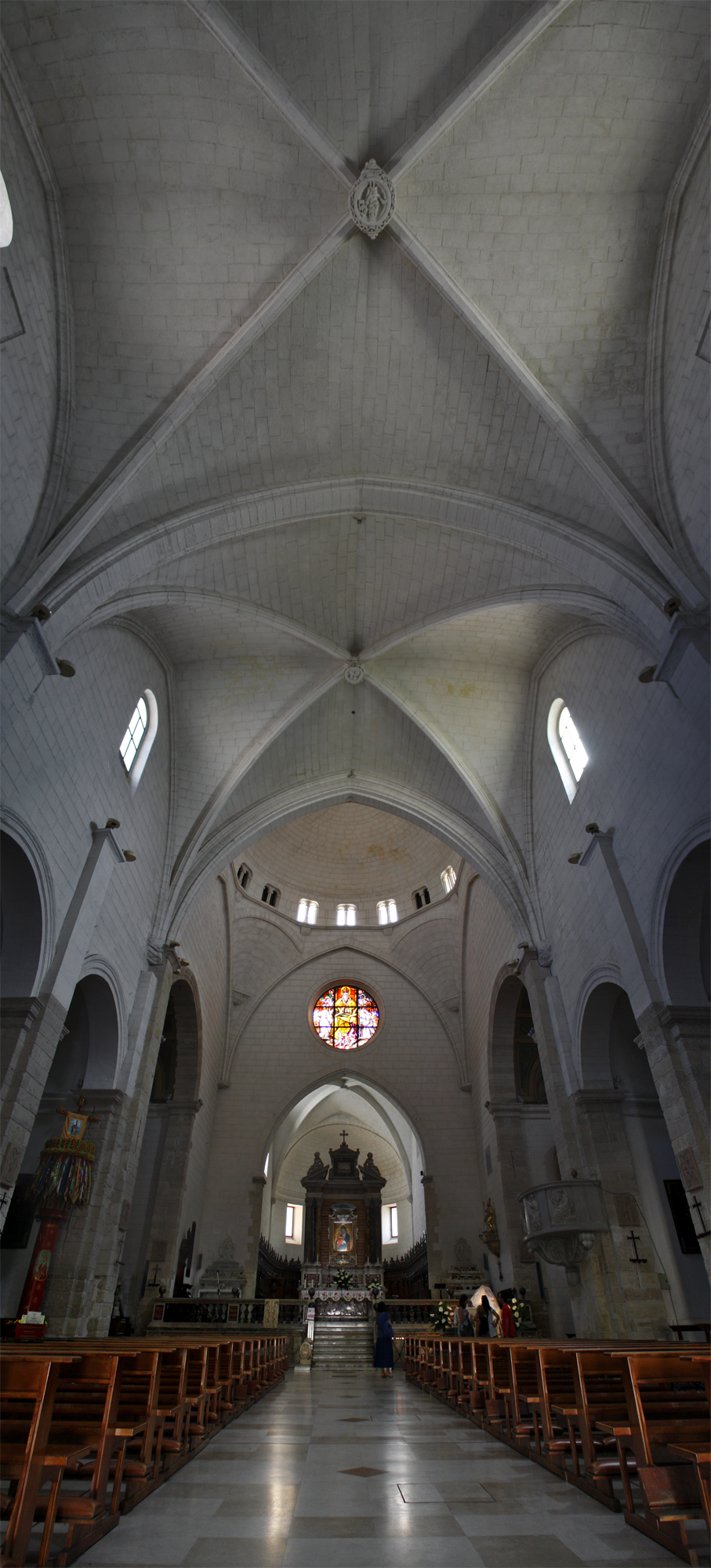
Nave principal

El techo es una bóveda de crucería, a la que se accede desde la entrada principal de la catedral. 
El templo cuenta con una sola nave en forma de cruz latina, dividida en dos tramos por arcos apuntados, fue construida en dos fases entre 1430 y 1505 en estilo gótico tardío catalán. En sus laterales, se abren ocho capillas, dos por cada tramo, a las que se accede a través de arcos ojivales. A la altura de la última capilla, a la derecha, se encuentra el púlpito, obra de estilo neoclásico realizada por de Giuseppe Gaggini en 1840, de mármol y en cuyo parapeto semicircular, están representados los cuatro evangelistas en bajorrelieve.
En el transepto, se encuentra la cúpula renacentista del crucero apoyada sobre cuatro pechinas apoyadas en ménsulas en las que estaban representadas los emblemas de los cuatro evangelistas, de los que hoy sólo queda el águila de San Juan. En el tambor de la cúpula están abiertas dieciséis ventanas geminadas, de estilo gótico catalán, algunas de las cuales están cegadas. En el crucero hay dos capillas, con imponentes altares de mármol.
Tras el altar se abre el arco apuntado que lleva al ábside, formado por dos salas: la primera de planta cuadrada, con bóveda de crucería góticas pertenecientes a la reconstrucción de los siglos XV-XVI; y la segunda sala, del siglo XVIII, con planta semicircular y cubierta con una bóveda de horno. El ábside posee un coro de madera realizado por artesanos locales en el siglo XVIII.